# Glaciar Franz Josef
 Coordenadas : orientação de longitude inválida, deve ser "E" ou "W"
O glaciar Franz Josef (Ka Roimata o Hinehukatere, "As lágrimas de Hinehukatere" em maori) é um glaciar de vale situado no Parque Nacional Westland na costa ocidental da Ilha Sul da Nova Zelândia. Juntamente com o glaciar Fox situado 20 km para sul, tem como característica própria o facto de descer desde os Alpes do Sul até apenas 240 metros acima do nível do mar por entre floresta húmida temperada.
A área circundante aos dois glaciares foi designada Património da Humanidade pela UNESCO, e o Franz Josef constitui uma das principais atracções turísticas da costa oeste da Ilha Sul.
Foi assim designado pelo explorador alemão Julius von Haast em 1865 em honra do imperador Francisco José I da Áustria. 

## Avanços e recuos
Actualmente o glaciar possui 12 km de comprimento e termina a 19 km do Mar da Tasmânia. Exibe um padrão cíclico de avanços e recuos motivado pelas diferenças entre o volume de gelo perdido por fusão, no término do glaciar, e o volume de neve que alimenta a sua zona mais elevada. 
Após haver recuado alguns quilómetros entre a década de 1940 e a década de 1980, o glaciar entrou num período de avanço em 1984, avanço este por vezes muito elevado, da ordem dos 70 cm/dia.
 